# Monte Faro de Domaio
El Monte Faro de Domaio es un monte situado en la península del Morrazo en la provincia gallega de Pontevedra en España. Tiene 636,20 m de altura y es la máxima altitud de la sierra del Morrazo que recorre la península de este a oeste.
Se sitúa en el municipio de Moaña sobre la parroquia de Domaio. Domina las rías de Pontevedra y Vigo con una ubicación estratégica que lo ha convertido en un importante centro de telecomunicaciones.
Se eleva abruptamente desde el mar separando las dos rías y dominando gran parte del territorio gallego. En sus faldas hay varios centros de ocio entre los que destacan la zona de esparcimiento de Chan da Arquiña que se rodea el dolmen, mámoa, del mismo nombre. Este monumentos megalítico con más de 5.000 años de antigüedad, es de los mejores de Galicia. Consta de una cámara poligonal compuesta de 11 piedras verticales y de un corredor, compuesto de 5 piedras verticales. Tiene orientación este. En las excavaciones se encontró un ajuar funerario completo compuesto de diferentes útiles y herramientas de piedra y fragmentos de cerámica.
En él nacen varios ríos, pequeños y de caudal irregular, que vierten, por el sur en la ría de Vigo y por el norte en la de Pontevedra. La vegetación está compuesta por bosque atlántico donde abunda el roble y el castaño, que van cediendo paso a los eucaliptos y pinos que vienen de la mano de la reforestación con fines de explotación forestal.
El terreno es granítico con grandes rocas de este material. Una carretera sube hasta su cumbre donde hay una gran cantidad de antenas de todo tipo para servicios de telecomunicaciones y televisión. Es el centro neurálgico en estos asuntos para la ciudad de Vigo, la más grande de Galicia.
En la cumbre del Monte Faro de Domaio se ha instalado un vértice geodésico de primer orden .

## Rutas de ascenso

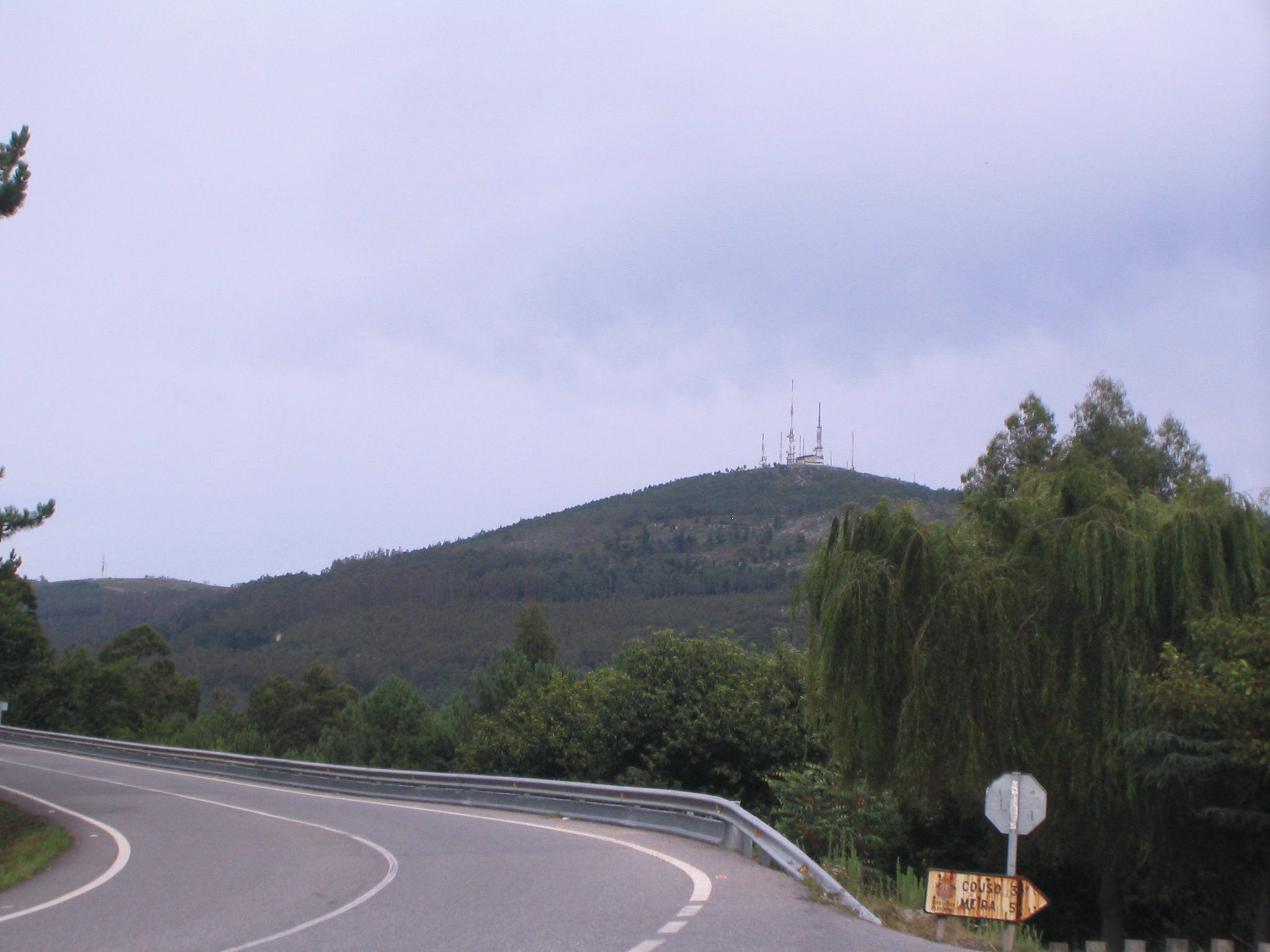
Vista del Monte Faro desde el mirador de la Fraga

Las rutas de acceso a la cumbre del monte faro pasan todas ellas por Chan da Arquiña. Al ser esta cumbre la ubicación de muchas antenas y enlaces de telecomunicaciones, su acceso se realiza por carretera asfaltada hasta la arriba del todo. Esto hace que la subida por otros caminos quede relegada. Como Chan da Arquiña es un importante centro de esparcimiento al que acuden muchos ciudadanos es muy común que muchos de ellos se acerquen andando hasta la cumbre.
Las vistas desde la cumbre son espectaculares, se divisan todas las rías bajas, sobresaliendo las que conforman la península del Morrazo, con las islas que hay en ellas y forman el Parque nacional de las Islas Atlánticas de Galicia.
Para subir a Chan da Arquiña se pueden usar dos vías, una es por la carretera que une Moaña y Marín, la PO-313, desviándose por la carretera a Domaio y luego, a la derecha, por la que llega a Chan da Arquiña y de allí a la cumbre.
Desde Domaio, siguiendo la carretera que une esta parroquia con la PO-313, seguimos hasta el cruce que conduce a Chan da Arquiña. También es posible subir desde los barrios de San Lourenzo y Carballido, siguiendo la carretera de FC-402 desviándose a la izquierda poco después de Carballido.
Desde Chan da Arquiña a la cumbre a pie hay poco menos de 20 minutos.